# Sopra il monumento di Dante
Sopra il monumento di Dante è una canzone poetica di Giacomo Leopardi.
Fu composta a Recanati, in una decina di giorni, nell'ottobre del 1818, un mese dopo la canzone gemella All'Italia, in occasione della pubblicazione di un manifesto con il quale si rendeva pubblica la decisione di erigere, a Firenze, un monumento in onore di Dante.
Questo fu scolpito da Stefano Ricci tra il 1818 e il 1829, e inaugurato nel 1830. Si tratta del cenotafio di Dante che si trova all'interno della Basilica di Santa Croce.

## Contenuto
|  | Per approfondire, leggi il testo Sopra il monumento di Dante che si prepara in Firenze. |

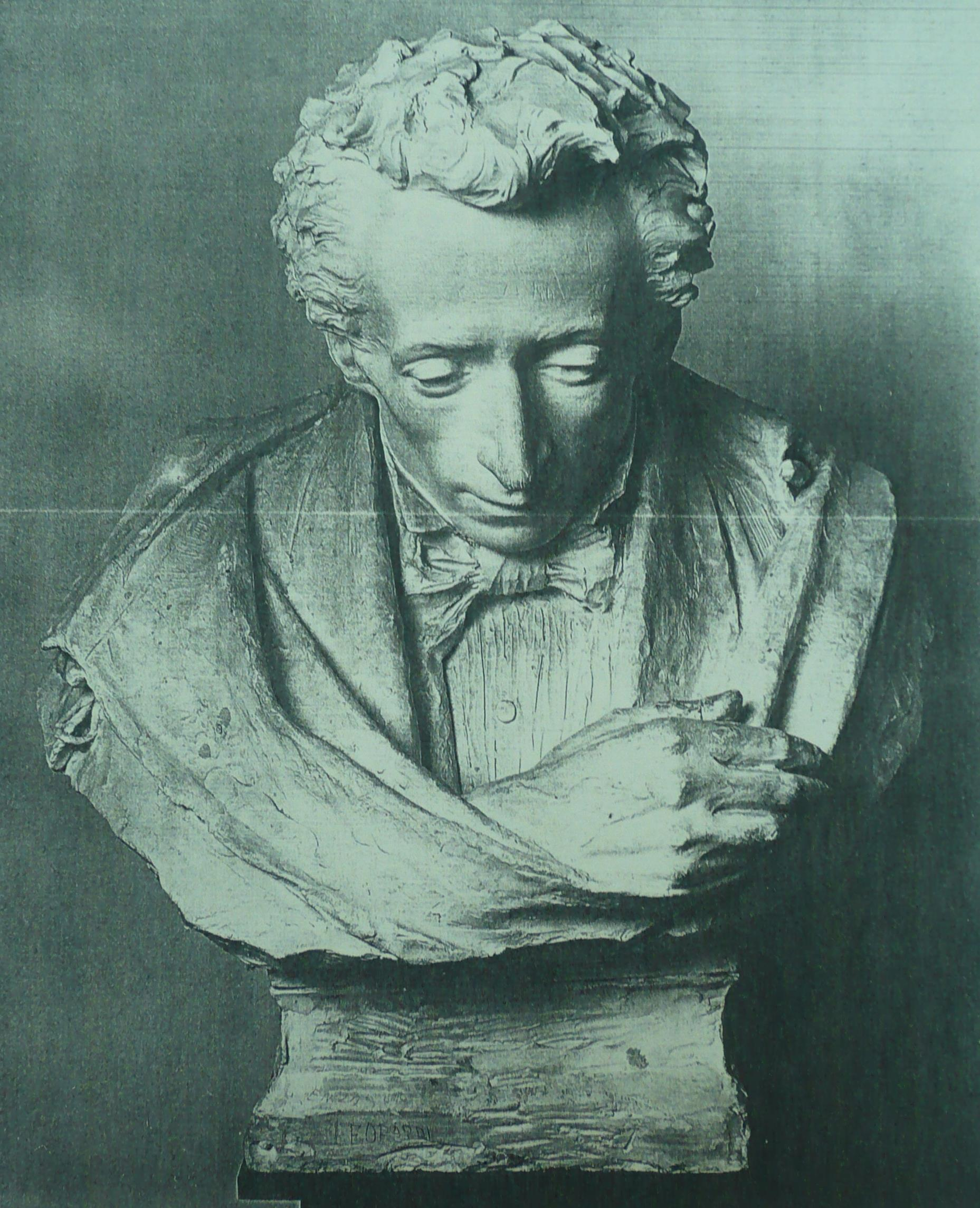
Busto ritraente Leopardi

La canzone sviluppa ampiamente la vicenda tragica dei giovani italiani morti nella campagna napoleonica di Russia. Lo stile è più laborioso, ma anche più pregnante e meditato di quello usato nella stesura di All'Italia. Il momento più rilevante per la sua intensità è quello descritto nei versi 155-170, dove è svolto il motivo del «conforto della disperazione», analizzato minutamente dal poeta in alcuni passi dello Zibaldone del 22 agosto e del 3 dicembre 1821:
Osservate quell'uomo disperatissimo sul punto d'uccidersi. Che cosa credete che egli pensi? Pensa che la sua morte sarà o compianta o ammirata o desterà spavento, o farà conoscere il suo coraggio ai parenti, agli amici, ai conoscenti; che si discorrerà di lui, se non altro per qualche istante con un sentimento straordinario; che la sua morte farà detestare i suoi nemici, l'amante infedele ecc.. Credete che egli non tema? Egli teme che queste speranze non abbiano effetto. Io sono certissimo che nessun uomo è morto in ogni società senza questa speranza e questi timori e dico morto non solo volontariamente. E se egli morendo, anche nel deserto e anche di sua mano, spera sempre che la sua morte quando sarà conosciuta, anche per poco, lo collocherà al centro dell'attenzione.»

## Strofe
La canzone è composta di 12 strofe, le prime 11 di 17 versi, l'ultima di 13, per un totale di 200 versi.
Lo schema metrico è più regolare rispetto a quello della canzone All'Italia e più vicino al modello petrarchesco.
Schema delle strofe dispari: costituite da 13 endecasillabi e 4 settenari

Il verso libero (senza rima) è il 3º;gli altri 16 rimano a due a due.

Schema delle strofe pari: l'unica differenza con le strofe dispari è quella che alcuni versi sono settenari invece che endecasillabi.

Schema dell'ultima strofa: 13 versi (il verso libero invece del 3º è il 4º) inoltre tolto il 2º che rima con il 5º sono tutti a rima alternata (il 1º con il 3º, il 6º con l'8º, il 7º con il 9º e così via).